# Reboleira
Reboleira ist eine ehemalige Gemeinde (Freguesia) im portugiesischen Kreis (Concelho) von Amadora. In ihr leben 14.405 Einwohner (Stand 30. Juni 2011).
Hier befindet sich das Stadion Estádio José Gomes, Heimstätte des Fußballvereins Estrela Amadora.
Die Gemeinde besteht seit den Kommunalwahlen im Oktober 2013 nicht mehr. Der südliche Abschnitt wurde Teil der neuformierten Gemeinde Águas Livres, während der nördliche Teil die bisherige Gemeinde Venteira erweiterte.